# Saracha spinosa
Saracha spinosa là loài thực vật có hoa trong họ Cà. Loài này được (Dammer) D'Arcy & D.N. Sm. miêu tả khoa học đầu tiên năm 1987.